# Myrmarachne lugens
Myrmarachne lugens là một loài nhện trong họ Salticidae.
Loài này thuộc chi Myrmarachne. Myrmarachne lugens được Tord Tamerlan Teodor Thorell miêu tả năm 1881.